# Magyarosuchus
No debe confundirse con el género de dinosaurios Magyarosaurus
Magyarosuchus es un género extinto de metriorhynchine descrito por primera vez a partir de fósiles descubiertos en la Formación Kisgerecse Marl en Hungría. La especie tipo, Magyarosuchus fitossi, vivió durante el Toarciano, hace unos 180 millones de años. La mayoría del esqueleto es conocido, incluidas partes de la mandíbula, el torso, las piernas y la cola.